# Обарівшинський заказник
Обарівшинський заказник — гідрологічний заказник місцевого значення. Об'єкт розташований на території Звенигородського району Черкаської області, село Вільховець.
Площа — 50,1 га, статус отриманий у 1979 році.

## Галерея

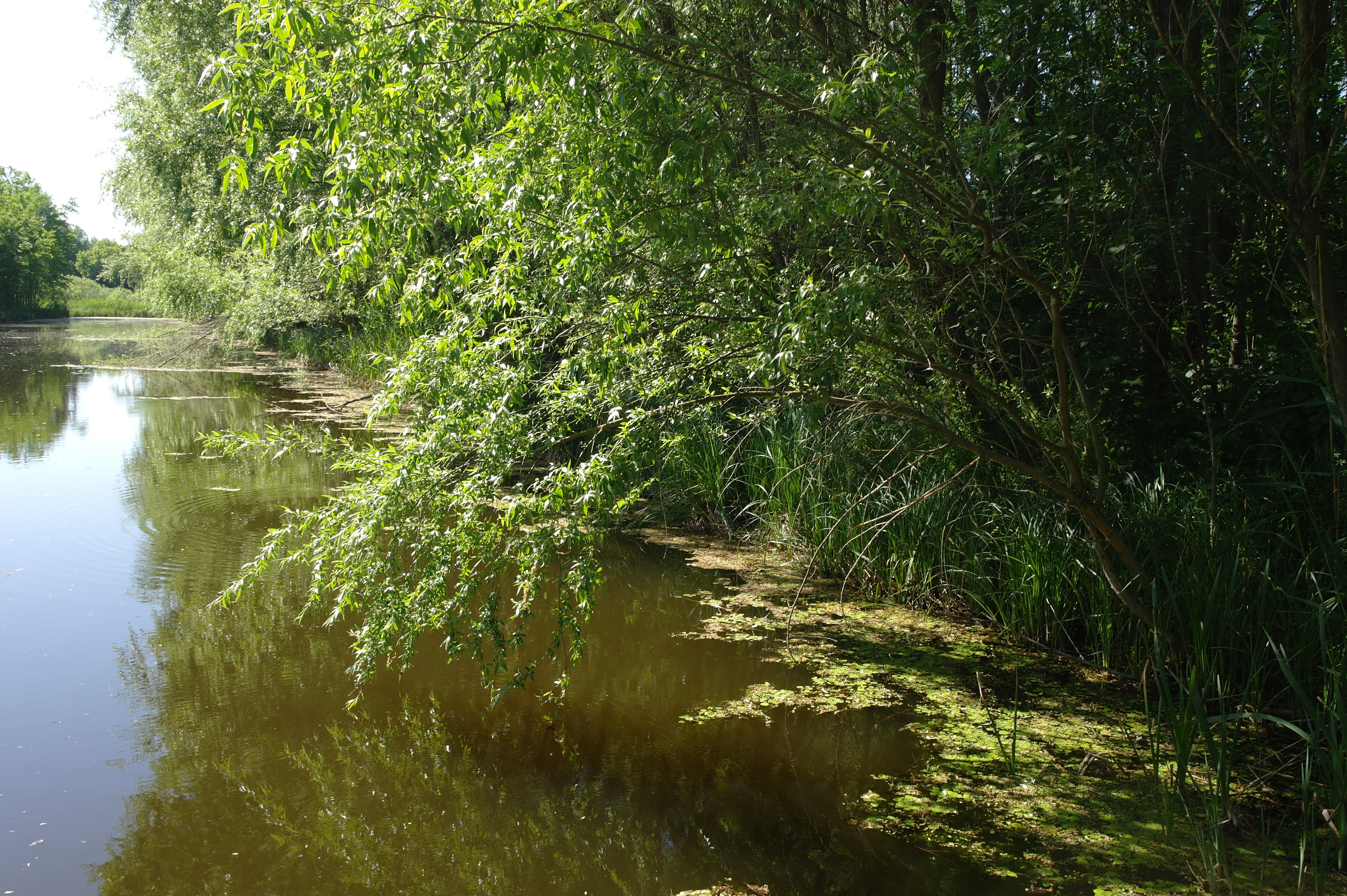
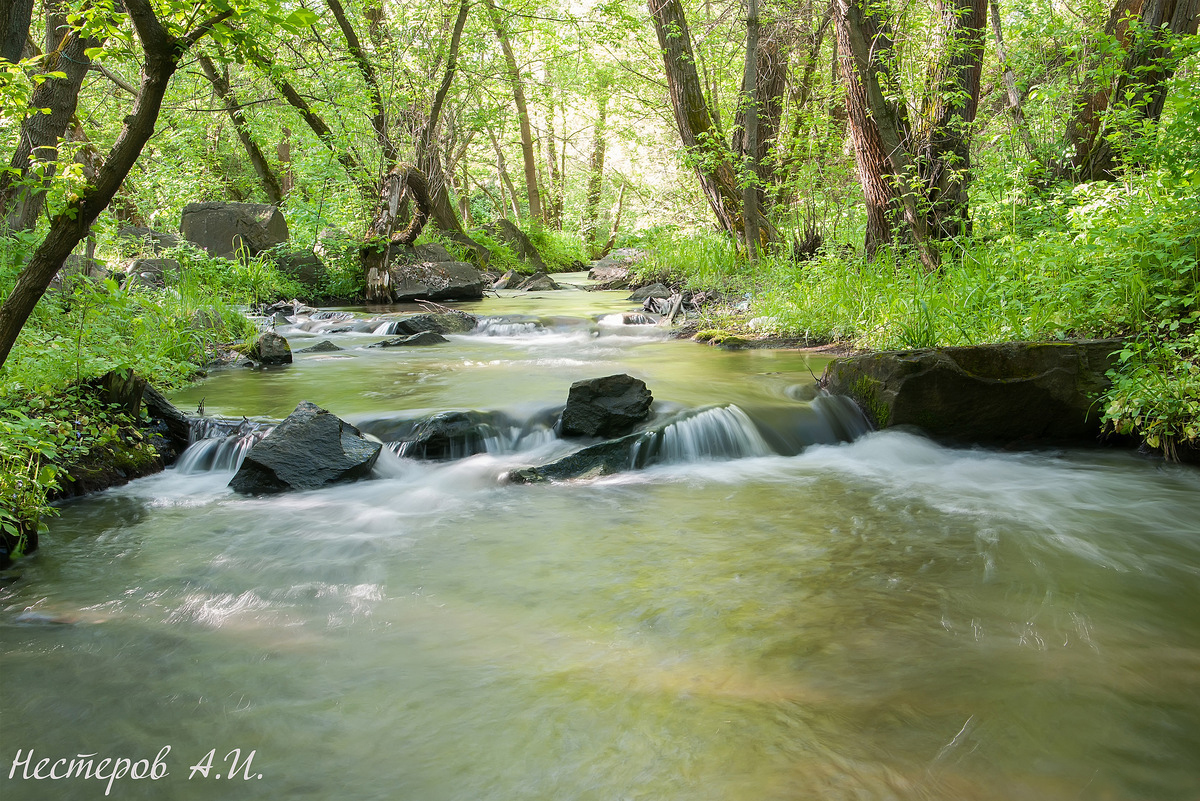